# Liste des prieurés et monastères dépendant de la Chaise-Dieu
 (juin 2021).
 (juin 2021).
Si vous disposez d'ouvrages ou d'articles de référence ou si vous connaissez des sites web de qualité traitant du thème abordé ici, merci de compléter l'article en donnant les références utiles à sa vérifiabilité et en les liant à la section « Notes et références ».
Prieurés et monastères dépendant de l'abbaye de la Chaise-Dieu

## En France

### Ardèche
- Prieuré de Saint-Julien d'Orcival, commune de Marcols-les-Eaux.

### Cantal
- Prieuré Saint-Robert, le Roc-Vignonnet, commune d'Antignac

Fondé comme le Port-Dieu tout proche vers 1060 dans les tout  premiers temps de la fondation de l'ordre certainement par Robert de Turlande (saint Robert) lui-même ou par son disciple le seigneur-troubadour Raoul "Passereau" qui a donné les terres. L'abbé Seguin d'Escotay y mourut en 1093. Le prieuré entretenait deux moines. Église donnée à Saint-Robert par  soue le patronage du prieur en 1373 ainsi que la chapelle d'Antignac. Seigneurie casadéenne depuis la fondation, avec censive directe et justice. Le prieur de Vignonet était en quelque sorte le lieutenant de l'abbé de La Chaise-Dieu dans l'Artense, régions où les casadéens avaient des droits féodaux, témoin les hommages rendus entre 1296 et 1374 par les seigneurs de Saignes, de Ventadour et de Turenne. 1381 mention d'un mansus Avinhonet.
Remarquable chapelle classée dès 1930
- Prieuré Sainte-Madeleine de Beaulieu (Canton d'Ydes)

Situé à quelques kilomètres de Port-Dieu. Uni au XIVe siècle à la sacristie de Port-Dieu. L'église, ancienne dépendance de Sauxillanges, était sous le patronage du prieur en 1373.
- Prieuré Saint Julien lès Pouls, Saint-Martin-Cantalès. Affermant les  paroisses de Saint Martin Cantalès et de Giou-de-Mamou. Le Prieuré a été détruit entre 1603 et 1631. Il ne reste aujourd'hui que quelques pierres de cet édifice qui a compté jusqu'à 14 Bénédictins au XVIe siècle.

### Corrèze
- Prieuré conventuel Saint-Robert de Port-Dieu (Corrèze, commune de Confolent-Port-Dieu, premier prieuré de la Chaise-Dieu (en temps et dignité), fondé par Saint-Robert (Robert de Turlande) grâce à son disciple Raoul "Passereau" vers 1060.

Le prieur, honoré du bâton pastoral par Clément IV en 1270, était de ceux qui pouvaient recevoir à la profession monastique. Le prieuré entretenait 21 moines, le prieur, 4 officiers claustraux et 16 cloîtriers. Il fut uni en 1753 au chapitre de Brive. Le prieuré du Port-Dieu, aidé par ses dépendances, devait, comme celui de Sainte-Gemme "à chaque nouvel avènement d'un abbé à La Chaise-Dieu payer un subside caritatis, littéralement "d'affection". On sait que les évêques et les abbés, dans les moments de détresse financière, implorèrent, à partir du XIIes, des dons exceptionnels et gracieux de leurs subordonnés. La coutume existait dans la congrégation casadéenne et était devenue obligatoire. Le prieur avait le patronage des églises de Saint-Martin du Port-Dieu, Saint-Bonnet-Près-Bort, Saint-Étienne-Aux-Clos, Saint-Marc-A-Loubaud, Veyrières, Villefer et La Villeneuve-Au-Comte au diocèse de Limoges ; l'église de Murols au diocèse de Clermont ; et l'église de Villac au diocèse de Périgueux.

Site caractéristique des "déserts" recherchés par les fondateurs de l'Ordre.

Vestiges anecdotiques. Saccagé en 1597 par des bandes huguenotes, de dont il ne se relèvera pas, et ruiné dès la fin du XVIIIe siècle et la Révolution ; "chapelle des manants", église destinée au culte pour les villageois, devenue église paroissiale au XIXe siècle.

À noter la subsistance de la paroisse originelle dans un hameau au-dessus du village, église Saint-Martin ; très intéressant exemple de paroisse originelle subsistante et cristallisé dans son état contemporain de la fondation au milieu XIe siècle du prieuré (voir M. Aubrun, Le diocèse de Limoges des origines au...).
- Prieuré de Saint-Robert.

### Gard
- Abbaye Sainte-Marie-et-Saint-Michel de Goudargues de 1095 à 1127, donnée par Raymond de Saint-Gilles qui l'avait précédemment donné à l'abbaye de Cluny. Cette abbaye fut fondée vers 800 par des moines de l'abbaye d'Aniane, qui contesteront cette décision et porteront l'affaire à Rome. Le pape Pascal II confirmera les droits d'Aniane en 1113, mais la Chaise-Dieu revendiquera à son tour en 1119 : peine perdue, puisque le nouveau souverain pontife Calixte II maintiendra la décision de son prédécesseur[1]

### Isère
- prieuré Saint-Robert-de-Cornillon (Saint-Égrève), fondé dans le dernier tiers du XIe siècle par les comtes d’Albon et placé sous l'autorité de La Chaise-Dieu

### Loire
- Prieuré de Montverdun
- Prieuré de Saint-Sauveur-en-Rue

### Haute-Loire
- Prieuré de Chanteuges
- Église Saint-Gal de Langeac
- Abbaye Saint-André de Lavaudieu (ancien nom: Comps), ancien diocèse de Saint-Flour,  abbaye de moniales bénédictines dont dépendaient les prieurés suivants:
  - Prieuré de Censac
  - Prieuré de Chassignolles
  - Prieuré de Paulhaguet
  - Prieuré d'Entremont
  - Prieuré de Bonneval (1177)
  - Prieuré de Saint-Didier-sur-Doulon
  - Prieuré de Touls
  - Prieuré Sainte-Marie de la Rocca (Lombardie)
- Prieuré de Saint-Paul-de-Tartas

### Puy-de-Dôme
- Prieuré de Saint Cirgues, commune de Saint-Julien-de-Coppel.

"Avec Saint-Cirgues on fait un pas de géant pour remonter le temps, puisqu'il en existe déjà une trace écrite, sous la forme latine "Sanctus Cyricus", en 990, il y a plus de mille ans de cela ! "
Il y avait  un prieuré qui avait été uni à l'abbaye de la Chaise-Dieu. On peut noter dans les procès-verbaux des visites épiscopales : passage de l''évêque François Bochard de Saron Champigny le 25 septembre 1699 et de Jean-Baptiste Massillon en 1726 et 1732.
La chapelle de St Cirgues est fort ancienne. Son existence nous est révélée dès le Xe ou XIe siècle par une charte dans laquelle un seigneur de cette époque nommé Adraldus, mentionne St Cirgues, et les terres qui en dépendent comme bornant les réserves qu'il laisse à son épouse dans le partage de ses biens entre ses quatre fils, Aimon, Guelfe, Étienne et Hugues. Saint Cirgues devint plus tard un prieuré qui releva de la Chaise-Dieu (Le Dimanche des Familles 5-3-1871).
En 1643, le prieuré ruiné devient un oratoire privé. François Chardon, seigneur de St Bonnet-les-Allier, le prend en emphytéose et en devient propriétaire, par achat, en 1657. Il sort de la famille Chardon du Ranquet en 1919 pour passer propriété de la famille Coquery. Puis en 1921 de la famille Reitz. Depuis 1924 la chapelle est propriété de la famille Pireyre.
De cette vie religieuse qui a traversé les siècles, Il reste aujourd'hui encore un témoignage sous la forme d'une petite chapelle. À l'intérieur, il subsiste un autel en bois peint, un vitrail (la Vierge et l'Enfant) dans son arc gothique, une tête d'ange et un bénitier remontant très certainement de l'ancien prieuré.
- Prieuré de Fournols
- Prieuré Saint-Genès-les-Monges à Saint-Hilaire-les-Monges : monastère de moniales bénédictines fondé à la fin du XIe siècle, relevait de l’abbaye de la Chaise-Dieu. Sous la juridiction immédiate de Port-Dieu (Corrèze), il eut sous sa dépendance les prieurés suivants: 
  - Saint-Julien-la-Geneste, près de Saint-Gervais-d'Auvergne ;
  - Saint-Blaise de Talverat, près d'Issoire ;
  - Saint-Robert d'Issac, près de Montluçon (Allier) ;
  - Sainte-Magdeleine de Lieu-Dieu, Saint-Saturnin (Puy-de-Dôme) ;
  - Pontgibaud (Puy-de-Dôme)[2].

- Prieuré de Montferrand, moines bénédictins
- Prieuré de Novacelles
- Prieuré de Saint-Sauveur-la-Sagne

### Haute-Saône
- Abbaye Notre-Dame de Faverney

### Tarn-et-Garonne
- Abbaye Saint-Théodard de Montauban
- Église Saint-Robert, Selgues, commune de Verfeil

## En Italie
Les sites casadéens italiens :

## En Espagne
Les sites casadéens espagnols :
[ une fresque découverte récemment indique l existence d’un monastère de la Chaize Dieu , location Runes 30540 Blanca Murcia Spain , ancien port fluvial , et Alto Palomo 30540 Blanca Murcia Spain et apportant toutes les preuves nécessaires . Site bombardé et détruit , statuaire et art volé, il n’en reste pas moins une dépendance autonome de la Chaize Dieu. Ref 5edimension.weebly.com 
- Burgos
- Castro Urdiales et Samano
- Castrogeriz - Hinestrosa
- Mansilla de Burgos
- San Adrian de Juarros
- San Vicente
- Trudelo
- Villafria - Cotar
- Villahierno - Morquillas
- Villayuda - Castanares

## En Belgique
Les sites casadéens belges :
- Anloy (Paliseul)
- Bierbeek
- Chimay
- Hamme-Mille (Jodoigne)
- Hespen (Liège)
- Morialme (Namur)
- Rumsdorf (Landen)
- Saint-Rémy (Chimay)
- Senzeilles (Namur)
- Soumoy (Namur)

## En Suisse
Les sites casadéens suisses :
Dans la région de Grandson, canton de Vaud :
- Grandson
- Giez
- Montagny-près-Yverdon
- Vugelles-la-Mothe
- Fiez
- Champagne
- Concise

À Val-de-Travers, canton de Neuchâtel : 
- Môtiers
- St-Sulpice
- Buttes
- Travers

Au Val-de-Ruz, canton de Neuchâtel : 
- Engollon
- Boudevilliers
- Fontaines
- Cernier